# FreeMove
FreeMove是欧洲的一个移动运营商联盟，于2003年由T-Mobile、Orange、TIM和Telefónica组成。
2006年，作为收购O2交易的一部分，Telefónica退出了FreeMove联盟，继而北欧运营商TeliaSonera加入。
FreeMove与亚洲的Bridge Alliance构成更广泛的合作关系。

## 外部連結
- FreeMove（页面存档备份，存于）